# Gamer's Guide to Pretty Much Everything
Gamer's Guide to Pretty Much Everything (en Hispanoamérica: Guía de un gamer para casi todo; en España: Manual del jugón para casi todo) es una serie original de Disney XD, protagonizada por Cameron Boyce. Es creada por Devin Bunje y Nick Stanton, y producido por Devin Bunje, Nick Stanton, y Jim O 'Doherty. La co-protagonizan Murray Wyatt Rundus, Félix Avitia y Sophie Reynolds. La serie se estrenó el 22 de julio de 2015 en Disney XD en los Estados Unidos.  El 12 de diciembre de 2015 se estrenó en Hispanoamérica y el 23 de enero de 2016 se estrenó en España.
El 14 de octubre de 2015, se anunció que la producción de la primera temporada ha sido terminada. El 20 de noviembre de 2015, fue renovada para una segunda temporada. La serie se dio por finalizada en 2 de enero de 2017 en Estados Unidos y el 29 de julio en Hispanoamérica por Disney XD. También se mostró en Disney Channel en 2018.

## Sinopsis
Connor es un prodigio de los videojuegos con el alias Kid Fury. Cuando se rompe el pulgar durante la primera ronda de la final del campeonato Pro World Championship Gaming, sus patrocinadores se retiran y se llevan cada artículo gratuito que le dieron. Al comenzar la escuela otra vez, se hace amigo de Franklin, Wendell, y Ashley. Connor planea conseguir su ayuda para la próxima Pro World Championship Gaming.

## Personajes
- Cameron Boyce como Connor / Kid Fury
- Murray Wyatt Rundus como Wendell Ruckus
- Felix Avitia como Franklin Delgado
- Sophie Reynolds como Ashley Parker

## Episodios

### Temporadas
| Temporada | Temporada | Episodios | Episodios | Emisión original    | Emisión original    |
| Temporada | Temporada | Episodios | Episodios | Primera emisión     | Última emisión      |
| --------- | --------- | --------- | --------- | ------------------- | ------------------- |
|           | 1         | 21        | 21        | 22 de julio de 2015 | 23 de marzo de 2016 |
|           | 2         | 16        | 16        | 18 de julio de 2016 | 2 de enero de 2017  |

### Temporada 1 (2015–16)
| N.º en serie | N.º en temp. | Título                                    | Dirigido por          | Escrito por                | Fecha de emisión original | Código de prod. | Audiencia (millones) |
| ------------ | ------------ | ----------------------------------------- | --------------------- | -------------------------- | ------------------------- | --------------- | -------------------- |
| 1            | 1            | «Gamer's Guide to Pretty Much Everything» | Jonathan A. Rosenbaum | Devin Bunje y Nick Stanton | 22 de julio de 2015       | 101             | 0.90                 |
| 2            | 2            | «The Gaming Club»                         | Jonathan A. Rosenbaum | Jim O'Doherty              | 29 de julio de 2015       | 103             | 0.54                 |
| 3            | 3            | «The Puddin' Party»                       | Sean Lambert          | Frank O. Wolff             | 5 de agosto de 2015       | 104             | 0.63                 |
| 4            | 4            | «The Chair»                               | Jon Rosenbaum         | Byron Kavanagh             | 12 de agosto de 2015      | 102             | 0.48                 |
| 5            | 5            | «The Spirit Egg»                          | Sean Lambert          | Devin Bunje y Nick Stanton | 19 de agosto de 2015      | 106             | 0.47                 |
| 6            | 6            | «The Rival's Arrival»                     | Sean Lambert          | Devin Bunje y Nick Stanton | 30 de septiembre de 2015  | 105             | 0.28                 |
| 7            | 7            | «The Sponsor»                             | Sean Lambert          | Joel McCrary               | 7 de octubre de 2015      | 107             | 0.41                 |
| 8            | 8            | «The Driving Test»                        | Sean Lambert          | Byron Kavanagh             | 14 de octubre de 2015     | 110             | 0.43                 |
| 9            | 9            | «The Psycho Zombie Bloodbath»             | Jean Sagal            | Jason Jordan               | 21 de octubre de 2015     | 109             | 0.44                 |
| 10           | 10           | «The Incident»                            | Jason Earles          | Lindsey Reckis             | 28 de octubre de 2015     | 111             | 0.34                 |
| 11           | 11           | «The Prank of the Century»                | Jason Earles          | Jim O'Doherty              | 4 de noviembre de 2015    | 108             | 0.46                 |
| 12           | 12           | «The Odd Couple»                          | Sean Lambert          | Jim O'Doherty              | 25 de noviembre de 2015   | 113             | 0.30                 |
| 13           | 13           | «The Longest Yard»                        | Sean Lambert          | Lindsey Reckis             | 2 de diciembre de 2015    | 116             | 0.38                 |
| 14           | 14           | «The Penpal»                              | Sean Lambert          | Devin Bunje & Nick Stanton | 27 de enero de 2016       | 114             | 0.30                 |
| 15           | 15           | «The Asteroid Blasters»                   | Phill Lewis           | Jason Jordan               | 10 de febrero de 2016     | 115             | 0.32                 |
| 16           | 16           | «The Chillerz»                            | Bill Shea             | Jim O'Doherty              | 17 de febrero de 2016     | 117             | 0.43                 |
| 17           | 17           | «The Cabin»                               | Joel McCrary          | Byron Kavanagh             | 24 de febrero de 2016     | 118             | 0.40                 |
| 18           | 18           | «The Super Kart»                          | Robbie Countryman     | Joel McCrary               | 2 de marzo de 2016        | 119             | 0.39                 |
| 19           | 19           | «The Rock Band»                           | Leo Howard            | Conor Hanney               | 9 de marzo de 2016        | 120             | 0.39                 |
| 20           | 20           | «The Goat»                                | Robbie Countryman     | Joel McCrary               | 16 de marzo de 2016       | 112             | 0.29                 |
| 21           | 21           | «The Escape Room»                         | Jim O'Doherty         | Jason Jordan               | 23 de marzo de 2016       | 121             | 0.23                 |

### Temporada 2 (2016–17)
| N.º en serie | N.º en temp. | Título                      | Dirigido por      | Escrito por                  | Fecha de emisión original | Código de prod. | Audiencia (millones) |
| ------------ | ------------ | --------------------------- | ----------------- | ---------------------------- | ------------------------- | --------------- | -------------------- |
| 22           | 1            | «The Ringer»                | Bill Shea         | Jim O'Doherty                | 18 de julio de 2016       | 209             | 0.24                 |
| 23           | 2            | «The Olym-pig Torch»        | Robbie Countryman | Joel McCrary                 | 25 de julio de 2016       | 204             | 0.37                 |
| 24           | 3            | «The Luchador»              | Sean Lambert      | Devin Bunje y Nick Stanton   | 1 de agosto de 2016       | 201             | 0.31                 |
| 25           | 4            | «The Rankening»             | Sean Lambert      | Jim O'Doherty                | 8 de agosto de 2016       | 202             | 0.30                 |
| 26           | 5            | «The Protégé»               | Jason Earles      | Jason Jordan                 | 15 de agosto de 2016      | 205             | —                    |
| 27           | 6            | «The Battle for Stump Hill» | Sean Lambert      | Byron Kavanagh               | 27 de agosto de 2016      | 203             | 0.28                 |
| 28           | 7            | «The Prison Escape Movie»   | Jean Sagal        | Lindsey Reckis               | 3 de septiembre de 2016   | 206             | 0.36                 |
| 29           | 8            | «The Long Weekend»          | Jean Sagal        | Byron Kavanagh               | 17 de septiembre de 2016  | 210             | 0.44                 |
| 30           | 9            | «The Ghost»                 | Sean Lambert      | Devin Bunje y Nick Stanton   | 1 de octubre de 2016      | 208             | 0.22                 |
| 31           | 10           | «The Has-Been's Back»       | Phill Lewis       | Marty Donovan                | 8 de octubre de 2016      | 207             | 0.28                 |
| 32           | 11           | «The DJs»                   | Sean Lambert      | Devin Bunje y Nick Stanton   | 15 de octubre de 2016     | 211             | 0.18                 |
| 33           | 12           | «The Detective»             | Sean Lambert      | Jim O'Doherty                | 5 de noviembre de 2016    | 212             | 0.43                 |
| 34           | 13           | «The Arcade Hero»           | Joel McCrary      | Jason Jordan                 | 2 de enero de 2017        | 213             | 0.36                 |
| 35           | 14           | «The Stings»                | Walter Pridgen    | Lindsey Reckis               | 2 de enero de 2017        | 214             | 0.35                 |
| 36           | 15           | «The Rodeo»                 | Leo Howard        | Joel McCrary y Marty Donovan | 2 de enero de 2017        | 215             | 0.33                 |
| 37           | 16           | «The Big City»              | Jim O'Doherty     | Meagan Fulps                 | 2 de enero de 2017        | 216             | 0.37                 |